# 耶爾瓦-馬迪塞

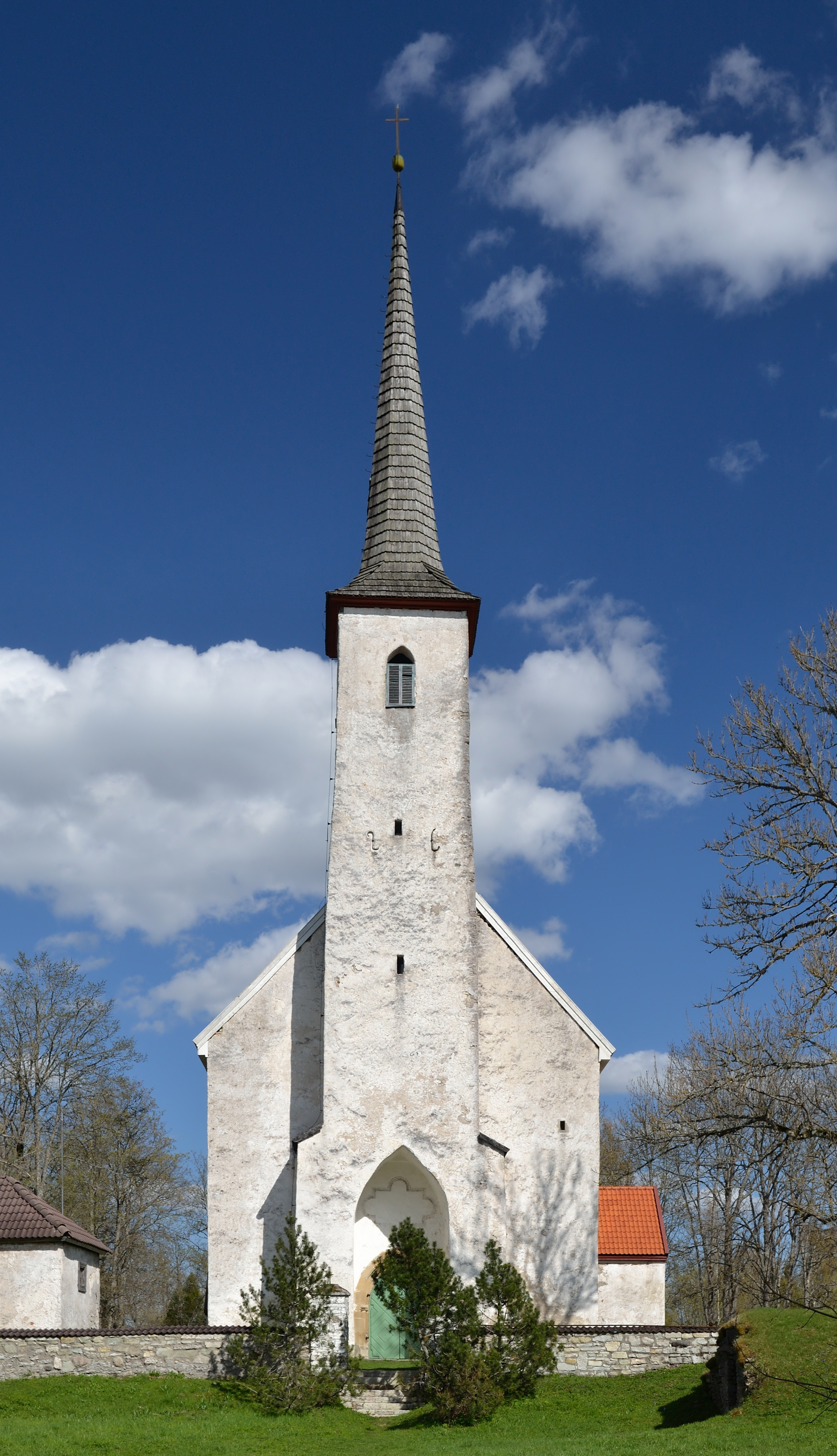
耶爾瓦-馬迪塞教堂

耶爾瓦-馬迪塞，是愛沙尼亞耶爾瓦縣耶尔瓦市镇内的村庄，位於該國中部，曾是原阿爾布市镇的行政中心，村里的信義宗教堂建於十四世紀，2012年該村庄人口95。
59°07′N 25°40′E / 59.117°N 25.667°E